# Chatuna Narimanidse
Chatuna Narimanidse (georgisch ხათუნა ნარიმანიძე; * 2. Februar 1974 in Tiflis, Georgische SSR, Sowjetunion als Chatuna Putkaradse) ist eine georgische Bogenschützin.

## Biografie
Chatuna Narimanidse nahm an den Olympischen Sommerspielen 2000, 2004, 2008 und 2016 teil. Bei den Halleneuropameisterschaften 2015 in Koper konnte sie sowohl im Einzel als auch mit der Mannschaft die Silbermedaille gewinnen. Im gleichen Jahr gewann sie im Mixed Doppel bei den ersten Europaspielen in Baku ebenfalls Silber. Im Folgejahr gewann sie bei den Hallenweltmeisterschaften mit der Mannschaft die Bronzemedaille.